# Testimonium Flavianum
Il termine Testimonium Flavianum indica un passo contenuto nelle Antichità giudaiche scritte dallo storico ebreo Flavio Giuseppe e particolarmente rilevante per il dibattito sulla ricerca del Gesù storico. Insieme a un altro passo più sintetico delle Antichità giudaiche costituisce infatti uno tra i primi documenti storici di origine non cristiana a menzionare Gesù: l'opera fu pubblicata nel 93. 
Tuttavia, per il suo tono celebrativo, l'autenticità del Testimonium è oggetto di discussioni sin dal XVI secolo. La maggioranza degli studiosi oggi considera il testimonium autentico ma oggetto di interpolazioni da parte di copisti medievali prima dell'XI secolo.

## Antichità giudaicheeTestimonium Flavianum
Flavio Giuseppe era un nobile ebreo, membro del Sinedrio che combatté contro i Romani durante la prima guerra giudaica (66-74), per poi essere catturato e collaborare col generale e successivamente imperatore Tito Flavio Vespasiano. Trasferitosi a Roma alla corte imperiale, scrisse due opere storiche in lingua greca, la Guerra giudaica (75), in cui racconta la rivolta ebraica repressa da Vespasiano, e le Antichità giudaiche (93), nelle quali narra la storia del suo popolo da Abramo ai suoi tempi. In quest'ultimo testo sono presenti due riferimenti a Gesù. Il primo, non contestato ma molto breve, descrive la morte di "Giacomo, fratello di Gesù" (Libro 20, cap. 9).
Il secondo, noto come Testimonium Flavianum e oggetto di discussione tra gli studiosi, narra:
(Giuseppe Flavio, Antichità giudaiche, XVIII, 63-64)
La stragrande maggioranza degli studiosi ritiene anche che sia autentico e non un'interpolazione cristiana il riferimento all'imprigionamento e alla morte di Giovanni il Battista.

## Testimoni
Giuseppe Flavio redasse tutti i suoi scritti dopo essersi stabilito a Roma nel 71, sotto il patrocinio di Vespasiano. Le copie più antiche risalgono all'XI secolo, ad opera di monaci cristiani.
I Giudei non preservarono copie delle opere di Giuseppe Flavio sia perché era considerato un traditore sia perché le sue opere circolavano in greco che era caduto in disuso nella comunità ebraica dopo il periodo in cui visse Flavio.
Esistono 120 manoscritti di Giuseppe Flavio di cui 33 risalgono a prima del XV secolo. Circa due terzi risalgono al periodo di Comneno.
Il più antico è l'Ambrosianus 370 (F 128), risalente all'XI secolo e conservato presso la Biblioteca Ambrosiana di Milano. Esso contiene quasi interamente la seconda metà delle Antichità Giudaiche.
Sono noti anche 170 manoscritti latini dei testi di Flavio Giuseppe, alcuni dei quali risalgono al sesto secolo. Secondo Louis Feldman, la loro comparazione coi manoscritti greci è stata utile a ricostruire i nomi propri e le lacune testuali.

## La posizione degli studiosi di fronte alTestimonium Flavianum
Di fronte al Testimonium la comunità degli studiosi è divisa su tre diverse posizioni:
- La maggioranza degli studiosi lo accetta parzialmente, attribuendo ad interpolatori cristiani alcune affermazioni in esso contenute[10]. Le posizioni di questi studiosi si possono ulteriormente scomporre come segue:

- studiosi secondo i quali gli interpolatori cristiani hanno migliorato un resoconto negativo di Gesù, togliendo o modificando delle frasi:

- altri che sostengono che la narrazione originale sia stata ampliata con concetti estranei al pensiero di Giuseppe:

- Alcuni studiosi lo considerano completamente autentico. In questo gruppo confluiscono in particolare alcuni studiosi cristiani, per i quali il passo offre una conferma della personalità di Gesù così come traspare dagli scritti neotestamentari[13].
- Alcuni studiosi lo rigettano completamente, considerandolo un'intromissione operata da un copista cristiano. Rifiutato il Testimonium viene meno un'importante citazione esterna al Nuovo Testamento, anche se quasi nessuno dubita dell'attendibilità dell'altro passo in cui Giuseppe parla di Gesù, nel XX libro delle Antichità giudaiche. Tra questi vi è lo studioso Ken Olson, che ritiene che il passo sia stato scritto da Eusebio di Cesarea.[14]

### L'assenza delTestimoniumin Fozio
Un'obiezione al Testimonium Flavianum risiederebbe nel fatto che il patriarca di Costantinopoli Fozio (820-893), vissuto al tempo di Agapio di Ierapoli, nella sua analisi sull'opera di Giuseppe Flavio Antichità Giudaiche non fa nessuna menzione di Gesù e dei suoi miracoli. Tuttavia il documento di Fozio ha sollevato presso i critici vari dubbi di interpretazione: in Fozio, nel capitolo dedicato a Giuseppe Flavio, è menzionato Cristo: “E nel tempo che Erode regnava nacque Cristo dalla Vergine per salvare l'uman genere”. Fozio, citando Flavio, accenna alla strage degli innocenti a Betlemme ordita da Erode senza affermare che Giuseppe Flavio non ha parlato di Gesù Cristo. Nel capitolo 33 dedicato a Giusto di Tiberiade però, rimprovera agli scrittori ebrei il loro silenzio “sulla venuta di Gesù Cristo e sui miracoli che egli fece”, avvalorando implicitamente il testimonium flavianum come pervenuto in molti altri scritti dell'antichità. Secondo varie analisi Fozio verosimilmente conosceva il Testimonium Flavianum almeno in quanto citato da altri (Eusebio, S. Isidoro, Sozomeno), e se avesse avuto sospetti a riguardo della sua autenticità, o una copia di Antichità giudaiche in cui esso era assente, avrebbe colto l'occasione per renderli manifesti nel capitolo dedicato a Giusto di Tiberiade o in quello su Giuseppe Flavio. Fozio non dice che nessuno scrittore ebreo ha menzionato Gesù, ma dice che l'abitudine a non parlarne è una prassi frequente nella nazione ebraica. In tal senso alcuni autori affermano che l'assenza del Testimonium in Fozio, nella sua analisi di Giuseppe Flavio, ha un peso maggiore della presenza del Testimonium negli altri codici pervenutici.

### Le critiche alTestimonium Flavianum
Il dibattito sull'autenticità nasce dalla presenza di alcuni passi difficili da conciliare con quanto sappiamo della religiosità dell'autore. Riguardo alle possibili manomissioni delle opere di Giuseppe da parte di copisti cristiani, alcuni studiosi affermano in particolare quanto segue:
- grazie alla protezione degli imperatori Flavi i libri di Giuseppe Flavio furono ricopiati negli 'scriptoria' pubblici, ma dopo la caduta di Roma sono stati verosimilmente conservati, come gran parte delle opere antiche a noi pervenute, solo in ambito cristiano.
- i pochi manoscritti di Giuseppe a noi pervenuti risalgono all'XI secolo, quindi molto tempo dopo la loro redazione originaria, il che potrebbe aver dato la possibilità sia di effettuare le manomissioni volute che di eliminare le copie indesiderate. Di contro però va ricordato che di quasi tutti i testi dell'antichità (Cicerone, Platone, ecc.), sulla cui autenticità gli storici sono unanimemente concordi, noi abbiamo manoscritti che risalgono al massimo al IX secolo, e generalmente in pochissime copie.
- l'odio che Giuseppe Flavio sembra essersi guadagnato tra i connazionali ha fatto sì che le sue opere non siano state né lette, né ricopiate, né citate dagli Ebrei fino a tempi recenti. Il testo ebraico medievale Josippon, un compendio delle opere di Giuseppe, nelle sue versioni più antiche non cita Gesù, mentre in quelle successive i brevi accenni alla sua figura sono di carattere negativo.

Tra le motivazioni addotte dagli scettici vi è anche la seguente:
Sebbene numerosi apologisti cristiani del II e del III secolo, in particolare Ireneo e Tertulliano, conoscano l'opera di Giuseppe, non citano questo brano, nonostante la sua indubbia utilità. Lo stesso Origene offre una testimonianza in tal senso. Infatti, Origene scrive per due volte che Giuseppe non crede che Gesù sia il Cristo. Questo significa, come minimo, che egli non possiede un testo di Giuseppe contenente l'espressione "egli era il Cristo", o che, al massimo, il testo da lui posseduto non contiene affatto questo brano. Allo stato attuale della ricerca, la testimonianza più antica relativamente a questo brano risale a Eusebio di Cesarea, intorno al 323 .»
Secondo la critica, il problema si pone anche nel caso che, a un testo originario, siano state semplicemente apportate delle manomissioni per 'edulcorare' e rendere celebrativa la rappresentazione storica di Gesù. Poiché Origene nel 250 circa sembra non conoscere queste possibili interpolazioni, mentre parecchi decenni più tardi esse sono note a Eusebio di Cesarea, si può ipotizzare che l'interpolazione celebrativa sia avvenuta proprio da parte di Eusebio.
Purtroppo, come devono ammettere gli stessi studiosi:
«[…] la critica testuale non è in grado di risolvere la questione. […] Per esprimere un giudizio sull'autenticità del brano, non ci resta che esaminarne il contesto, lo stile e il contenuto.»
Ma, così facendo, si rimane ancora con gli studiosi divisi su almeno tre posizioni ben distinte. Tuttavia un fatto è indiscutibile: non in tutti i manoscritti dell'opera di Giuseppe Flavio pervenuti il Testimonium Flavianum è presente, infatti manca nel  "Codex Vaticanus Palatinus, nr. 14" datato al IX secolo dove mancano i libri XVIII,IX,XX attinenti all'epoca di Gesù, mentre è presente nel "Codex bibl. Ambrosianae F 128", di due secoli dopo, messo a disposizione dalle autorità ecclesiastiche per la traduzione di Benedikt Niese.
Agli inizi del XX secolo è apparsa anche una traduzione in russo della "Guerra giudaica" con inserite all'interno quattro "intromissioni" sull'esistenza di Gesù, ampliando le notizie offerte dal Testimonium. L'autenticità di queste ulteriori testimonianze è però respinta dagli studiosi quasi all'unanimità.

## Versione araba del X secolo
Nel 1971 il professor Shlomo Pinés dell'Università Ebraica di Gerusalemme pubblicò la traduzione di una diversa versione del Testimonium, come citato in un manoscritto arabo del X secolo. Il brano compare ne Il libro del Titolo dello storico arabo cristiano, nonché vescovo melchita di Hierapolis Bambyce, Agapio, morto nel 941. Agapio riporta solo approssimativamente il titolo dell'opera di Giuseppe ed afferma chiaramente che il suo lavoro è basato su una più antica cronaca in siriaco di Teofilo di Edessa (morto nel 785), andata persa: ciò suggerisce quindi che il Testimonium di Agapio sia una parafrasi di quello presente nella cronaca perduta di Teofilo. La versione del Testimonium di Agapio è:
(Traduzione di Shlomo Pines, citata da J.D. Crossan.)
Il testo fornito da Pinés deriva principalmente dalla citazione di questo brano di Agapio fatta dal successivo storico arabo-cristiano Al-Makin, che contiene materiale ulteriore rispetto al manoscritto Firenze che, unico, contiene la seconda metà dell'opera di Agapio. Pinés afferma che questa potrebbe essere una registrazione più accurata di quanto scritto da Giuseppe, una versione che, per quanto edulcorata, conferma le interpolazioni cristiane precedenti.

## Conclusioni
Ad oggi, la maggioranza degli studiosi ritiene che il Testimonium Flavianum fosse effettivamente presente nell'opera originale di Giuseppe Flavio: a questa tesi si allineano autorevoli studiosi cattolici (John Paul Meier e Marta Sordi), protestanti (Craig Evans ed Ed Parish Sanders), ebrei (Géza Vermes) e anche non credenti (come Bart Ehrman e Luciano Canfora). Tale ipotesi sembra avvalorata dal ritrovamento della versione araba del Testimonium nel 1971 da parte del professor Shlomo Pinés e alcuni studiosi (come Meier e Vermes) hanno anche cercato di ricostruire la versione originaria del Testimonium, sebbene Sanders (che pure sostiene l'autenticità parziale del passo) sia cauto al riguardo. Una minoranza degli studiosi che ne sostengono la parziale autenticità ritiene che il passo fosse sì presente nel testo originale delle Antichità, ma descrivesse Gesù in cattiva luce; tra i sostenitori di tale posizione si sono distinti i biblisti Fernando Bermejo-Rubio e Samuel G.F. Brandon.
Una minoranza di studiosi ritiene invece il passo totalmente autentico (tra questi si nota la studiosa britannica Alice Whealey) oppure una completa interpolazione (il più noto tra i sostenitori di tale ipotesi è il già citato Ken Olson).